# 宜家博物館

宜家家居（IKEA）

宜家博物館（瑞典語：IKEA Museum，或稱IKEA博物館）是位於瑞典阿姆胡特的博物館，於2016年6月30日正式開放，專門展示瑞典跨國公司宜家家居（IKEA）的歷史和著名的設計及產品。

## 歷史
1943年，瑞典實業家英格瓦·坎普拉創立了宜家家居，他於1958年在阿姆胡特市镇開幕了第一家店，但在2012年因宜家將總部遷至新址而關閉。並在之後開始將已閒置的原建築改建成博物館，由瑞典建築師克拉斯‧克努森設計將建築外觀恢復成當初開業時的狀態，於2016年6月30日正式開幕。

## 介绍
博物館佔地3,500平方公尺，館內規劃成約20個區域，展示宜家的家具、擺設和產品，也展示英格瓦·坎普拉的童年經驗及成長歷史、宜家多年來的企業方向、歷史和理念，包括當時最初的公司辦公室、員工制服等，還展示了自1951年以來發行的宜家商品目錄。
館內也設有博物館商店和餐廳，販賣宜家家居的產品及食物，包括宜家餐廳最具代表性的肉丸。

## 外部連結
- 宜家博物館（页面存档备份，存于）（瑞典文）（英文）（德文）